# Torre de Cala Figuera
La Torre de Cala Figuera és una torre de guaita del terme de Calvià (Mallorca) situada al cap de Cala Figuera, a 20 metres sobre el nivell del mar. Està declarada Bé d'Interès Cultural, malgrat que es troba en estat de ruïna parcial.
Formava part d'un extens sistema de vigilància i senyalització de tota la costa mallorquina per combatre la pirateria, en el qual contribuïa com a torre de senyals, connectada amb la torre de Rafalbeig i la d'Illetes.

## Descripció
És una torre d'un 8,5 metres d'alt i de planta circular amb alçat troncocònic i un repeu de diverses filades de peces de marès. El primer cos és massís i ple, i la cambra principal se situa a uns quatre metres d'alçada; s'hi accedia per mitjà d'una escala de braó. La cambra té coberta de cúpula semiesfèrica i una sola fornícula. La volta té un buit que permet l'accés al terrat, que era protegit amb un matacà i el terrat, voltat d'un parapet simple. Està construïda amb la tècnica de pedra en verd, combinant pedra calcària i blocs de marès.

## Història
Va ser construïda a instàncies dels Jurats l'any 1579, i aquell mateix estiu ja es nomenaren els primers torrers. El 1597 ja va haver de menester reparacions, i el 1643 es tornaren a fer obres, en les quals es construí una barraca pels torrers; seguiren noves restauracions el 1672 i el 1750. Posteriorment, no consten noves actuacions, per bé que ja el 1793 es diu que tenia una esquerda «de prou consideració», i el 1824 s'indica que calia reforçar el parament.
El 1876, l'Estat la subhastà, i la comprà el marquès de Bellpuig, propietari de la Porrassa. Més endavant, acabada la Guerra, l'exèrcit espanyol expropià els terrenys per instal·lar-hi una bateria de costa, i es feren obres a la torre per fer-la servir com a observatori: es col·locaren uns escalons metàl·lics al parament per pujar-hi amb facilitat, i s'habilità la barraca dels torrers per noves funcions. El 1998, el Ministeri de Defensa desafectà els terrenys i desmantellà els canons de la bateria.
En època recent, s'enderrocà la barraca dels torrers, i el llenç oest de la torre s'ha esbaldregat, amb perill d'esfondrament imminent. A despit que el 2016 el Consell aprovà un programa de conservació patrimonial específic per torres i talaies, no s'ha materialitzat res i la seva integritat no està garantida.